# عزيز ناصر
ممثل مصري قام بالتمثيل وهو طفل 

## أعماله
- النصاب (1961)
- بين إيديك (1960)
- مع الأيام (1958)
- جميلة (1958)
- الهاربة 1958